# IC 3738
IC 3738 је појединачна звијезда у сазвјежђу Береникина коса која се налази на листи објеката дубоког неба у Индекс каталогу.
Деклинација објекта је + 19° 13' 44" а ректасцензија 12h 45m 25,3s.